# 图尔利
图尔利（法語：Tourly，法語發音：[tuʁli]）是法国瓦兹省的一个市镇，属于博韦区。

## 地理
图尔利（49°13'27"N, 1°56'49"E）面积3.32 平方千米，位于法国上法蘭西大區瓦兹省，该省份为法国北部内陆省份，北起索姆省，西接厄尔省和滨海塞纳省，南至塞纳-马恩省和瓦兹河谷省，东临埃纳省。
与图尔利接壤的市镇（或旧市镇、城区）包括：费莱塞唐、弗勒里、拉维勒泰特尔、利扬库尔圣皮埃尔、莫讷维尔。

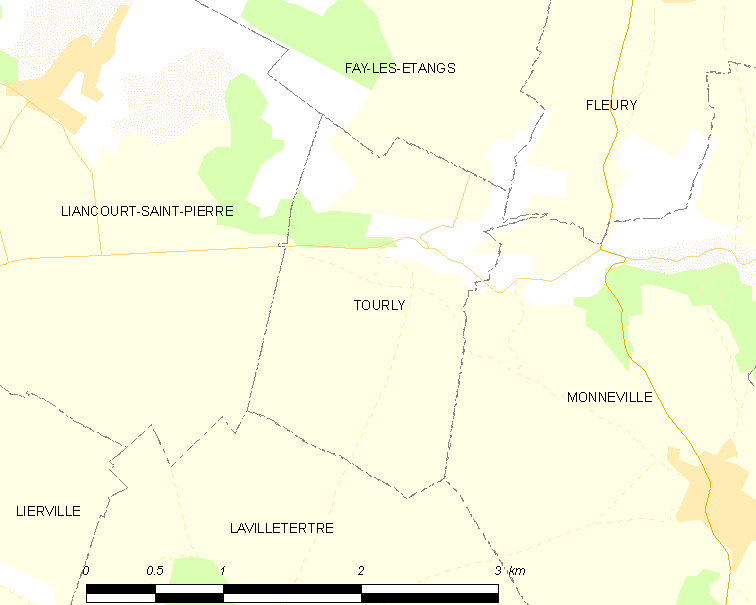
图尔利的OSM定位图

图尔利的时区为UTC+01:00、UTC+02:00（夏令时）。

## 行政
图尔利的邮政编码为60240，INSEE市镇编码为60640。

## 政治
图尔利所属的省级选区为韦克桑地区肖蒙县。

## 人口

1962-2008年间图尔利人口变化图示

图尔利于2022年1月1日时的人口数量为171人。